# Чикаго Вулвз
«Чика́го Вулвз» (англ. Chicago Wolves) — профессиональный хоккейный клуб, выступающий в Американской хоккейной лиге. Базируется в пригороде Чикаго — Розмонте, штат Иллинойс, США. В период с 1994 по 2001 год команда выступала в Международной хоккейной Лиге (IHL). Талисманом команды является серый волк по имени Скейтс, одетый в свитер с номером 94 (год образования команды).

## История
За свою историю команда дважды выигрывала Кубок Тёрнера (IHL), в 1998 и 2000 годах и трижды становилась обладателем Кубка Колдера, в 2002, 2008 и 2022 годах. Принимала участие в 8 финалах чемпионатов (1998, 2000, 2001, 2002, 2005, 2008, 2019, 2022). 
Величайшей звездой клуба являлся Стив Малтейс, завершивший карьеру игрока по окончании сезона 2004–05, и обладающий практически всеми рекордами клуба. К наиболее известным игрокам команды также можно отнести голкипера Уэнделла Янга, Роба Брауна, Троя Мюррея, Криса Челиоса и Боба Нарделла. В сезоне 2007–08 «Вулвз» провели самый удачный старт в своей четырнадцатилетней истории, выиграв 13 матчей из 14, при этом проиграв одну игру в овертайме. Вулвз финишировали в том сезоне со 111 очками, заняв первое место в Западной конференции.
С 2001 по 2011 год «Вулвз» были фарм-клубом «Атланта Трэшерз». В июне 2011 года «Трэшерз» переехали в Виннипег и их фарм-клубом в АХЛ стал «Сент-Джонс АйсКэпс», бывший до этого фармом «Ванкувер Кэнакс». 27 июня 2011 года «Вулвз» и «Кэнакс» заключили соглашение о сотрудничестве на 2 года.
23 апреля 2013 года «Вулвз» и «Сент-Луис Блюз» достигли соглашение о присоединении на 3 года. Сделка была осуществлена после того, как «Кэнакс» решил не продлевать соглашение с «Вулвз» и приобрёл у «Блюз» франшизу «Пеория Ривермен».
10 сентября 2020 года «Вулвз» объявили о заключении соглашения о сотрудничестве с командой «Каролина Харрикейнз».
Начиная с сезона 2023–24, «Вулвз» планируют играть как независимая команда АХЛ и прекратить сотрудничество с «Харрикейнз», став первой независимой командой АХЛ с сезона 1994–95.
2 мая 2024 «Вулвз» перезаключили соглашение с «Харрикейнз» ещё на три года. Сезон 2024–25 команда снова начала в качестве фарм-клуба.

## Неиспользуемые номера

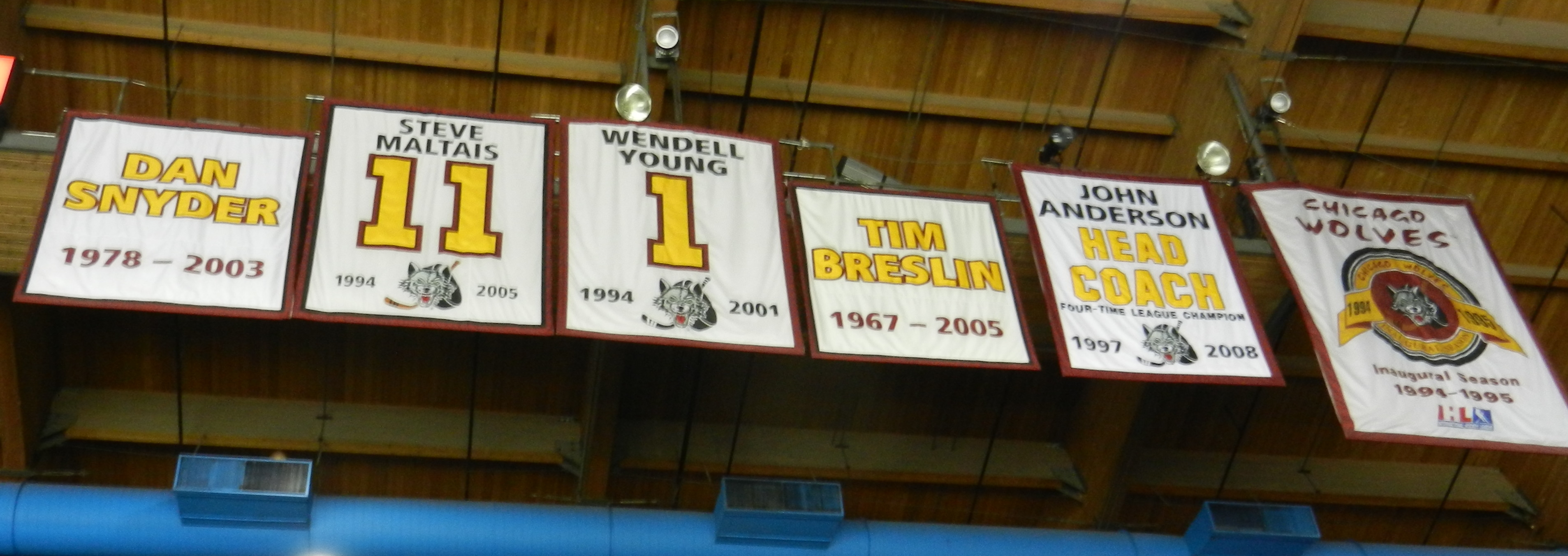
Баннеры с неиспользуемыми номерами и фамилиями заслуженных сотрудников клуба

- 1 Уэнделл Янг (1994—2001)
- 11 Стив Малтейс (1994—2005)

## Клубные рекорды

### За один сезон
| Рекорд             | Кол-во | Игрок            | Сезон   |       |
| ------------------ | ------ | ---------------- | ------- | ----- |
| Голы               | 60     | Стив Малтейс     | 1996-97 | [ 6 ] |
| Передачи           | 91     | Роб Браун        | 1995-96 | [ 6 ] |
| Очки               | 143    | Роб Браун        | 1995-96 | [ 6 ] |
| Штраф              | 390    | Кевин МакДональд | 1994-95 | [ 6 ] |
| Хет-трики          | 5      | Стив Малтейс     | 1996-97 | [ 6 ] |
| Голы в большинстве | 27     | Стив Малтейс     | 1995-96 | [ 7 ] |
| Голы в меньшинстве | 7      | Бен Саймон       | 2002-03 | [ 7 ] |
| Плюс-минус         | +47    | Артур Кулда      | 2009-10 | [ 7 ] |
| Вратарские победы  | 38     | Кари Лехтонен    | 2004-05 | [ 7 ] |
| «Сухие» матчи      | 7      | Джейк Аллен      | 2013-14 | [ 8 ] |

### За карьеру
| Рекорд             | Кол-во | Игрок          |        |
| ------------------ | ------ | -------------- | ------ |
| Голы               | 454    | Стив Малтейс   | [ 6 ]  |
| Передачи           | 497    | Стив Малтейс   | [ 6 ]  |
| Очки               | 951    | Стив Малтейс   | [ 6 ]  |
| Штраф              | 1061   | Стив Малтейс   | [ 6 ]  |
| Хет-трики          | 18     | Стив Малтейс   | [ 6 ]  |
| Голы в большинстве | 195    | Стив Малтейс   | [ 6 ]  |
| Голы в меньшинстве | 21     | Дерек МакКензи | [ 7 ]  |
| Победные голы      | 67     | Стив Малтейс   | [ 6 ]  |
| Игры               | 839    | Стив Малтейс   | [ 9 ]  |
| Вратарские победы  | 169    | Уэнделл Янг    | [ 10 ] |
| «Сухие» матчи      | 16     | Уэнделл Янг    | [ 11 ] |